# Zuppa di soffritto
La zuppa di soffritto (in dialetto napoletano zuppa 'e suffritte), o zuppa forte, o salsa forte, è un tipico condimento della cucina napoletana. Particolarmente sapido, è adatto per condire freselle e primi piatti di pasta. Si basa su varie componenti delle interiora del maiale, cotte in salsa di pomodoro.
Viene venduta in macellerie tipiche, della cucina regionale.

## Preparazione
I pezzi di carne vanno lavati sotto acqua corrente per essere poi immersi in acqua per dissanguarli il più possibile.
Saranno poi soffritti (da questa fase perciò deriva anche il nome della pietanza) a fuoco vivo nella sugna (mescolata, eventualmente, a olio d'oliva extra vergine). Si aggiungerà quindi vino rosso, che sarà fatto evaporare, e si aggiungerà un ramoscello di rosmarino, un peperoncino a pezzetti e 1-2 foglie di alloro, salsa di pomodoro e sale. Abbassata la fiamma del fornello, si diluirà tutto l'insieme con alcuni bicchieri di acqua tiepida, facendo cuocere carne e odori per non meno di 1-2 ore (il tempo varierà in ragione della quantità di carne). Nell'eventualità di un eccessivo prosciugamento della zuppa, si aggiungerà la necessaria acqua tiepida di rubinetto. La salsa può essere conservata per brevi periodi in frigorifero e basterà "riscaldarla" aggiungendo in una padella una modica quantità d'acqua.